# Nicholas Windsor

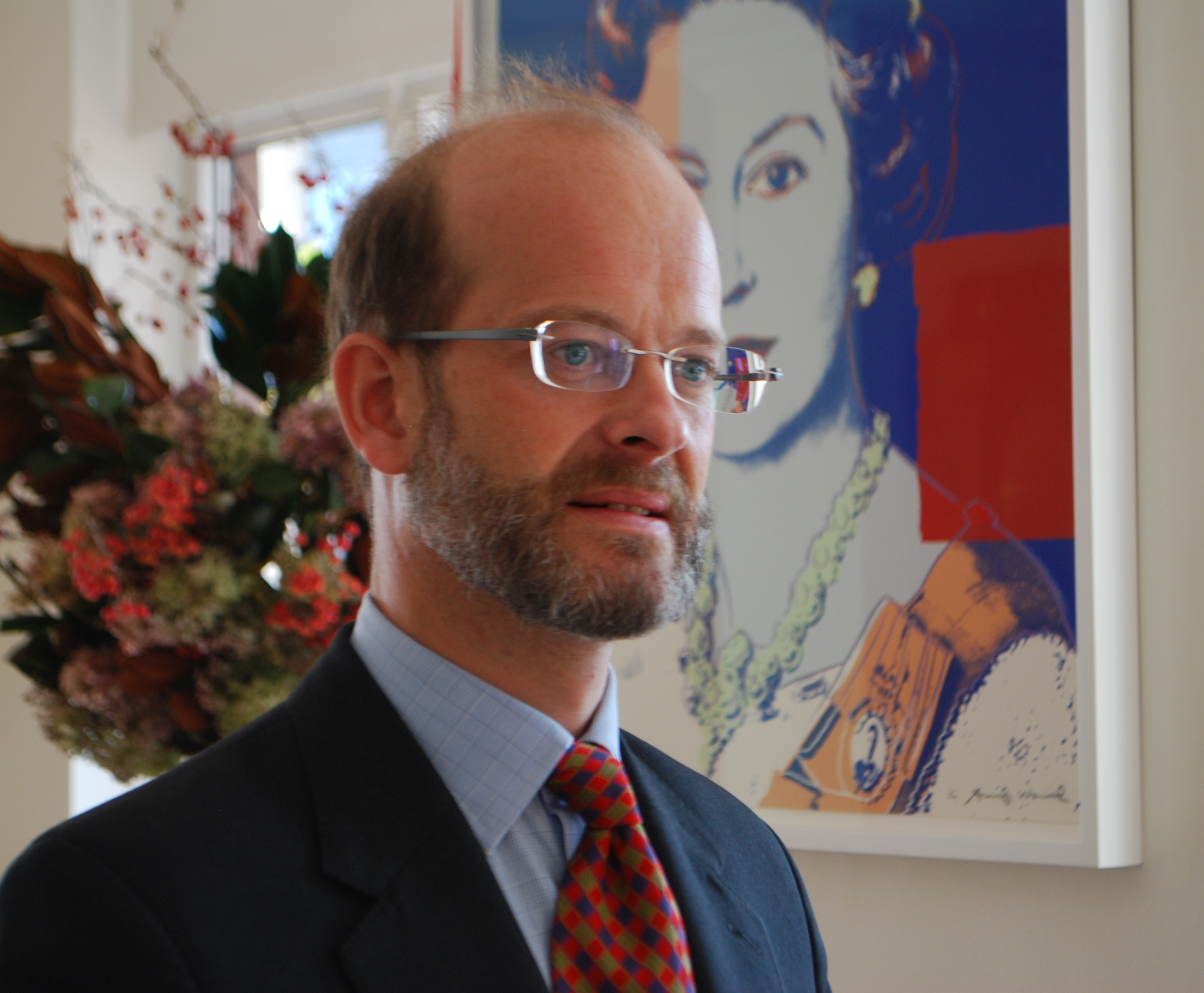
Lord Nicholas Windsor, 2013

Lord Nicholas Charles Edward Jonathan Windsor (* 25. Juli 1970 in London) ist ein Nachkomme des Hauses Windsor und ein Cousin zweiten Grades von Charles III. Als Urenkel von König Georg V. gehört er, im Gegensatz zu seinem Vater, nicht mehr zum engeren Kreis der britischen Königsfamilie und führt entsprechend keine Titel und Würden des Königshauses.
Er ist das jüngste Kind von HRH Prince Edward, 2. Duke of Kent, und Katharine, Duchess of Kent. Als jüngerer Sohn eines Dukes führt er die Höflichkeitsanrede „Lord“ Nicholas Windsor.

## Frühe Jahre
Lord Nicholas Windsor wurde am 25. Juli 1970 im King’s College Hospital in Denmark Hill, London, geboren. Er hat einen älteren Bruder, George Windsor, Earl of St. Andrews, und eine Schwester, Lady Helen Taylor. Er wurde am 11. September 1970 in Windsor Castle anglikanisch getauft. Zu seinen Paten gehörten König Charles III.,  und Donald Coggan, zu der Zeit Erzbischof von York und später Erzbischof von Canterbury.
Windsor wurde an der Westminster Under School und dann an der Harrow School ausgebildet. Später besuchte er das Harris Manchester College in Oxford, wo er Theologie studierte.
In einer privaten Zeremonie im Jahr 2001 wurde er in die katholische Kirche aufgenommen und verwirkte daher sein Erbrecht auf den britischen Thron. Seine Mutter war bereits 1994 konvertiert.

## Ehe und Familie
Windsor lernte seine zukünftige Frau Paola Doimi de Lupis Frankopan Šubić Zrinski 1999 auf einer Party anlässlich des Millenniums in New York City kennen. Er verlobte sich im Juli 2006 mit ihr. Sie heiratete ihn am 4. November 2006 in der Kirche Santo Stefano degli Abissini im Vatikan nach einer standesamtlichen Zeremonie am 19. Oktober 2006 in einem Londoner Standesamt und wurde somit Lady Nicholas Windsor. Er war das erste Mitglied der englischen Königsfamilie, welches dort seit der Reformation geheiratet hat. Gemäß dem Royal Marriages Act von 1772 stimmte die Königin des Vereinigten Königreichs der Ehe zu. Das britische Unterhaus begrüßte „die erste Ehe innerhalb der Riten der katholischen Kirche eines Mitglieds der königlichen Familie seit der Regierungszeit von Königin Maria I. und die erste Ehe eines Mitglieds der königlichen Familie innerhalb des Vatikans“.
Lord und Lady Nicholas Windsor hatten am 22. September 2007 ihr erstes Kind, einen Sohn, Albert Louis Philip Edward Windsor, im Chelsea and Westminster Hospital in London. Albert ist das achte Enkelkind des Dukes und der Duchess of Kent. Das Kind ist der erste Windsor, der seit König Georg VI. den Namen Albert trägt. Das Britische Unterhaus begrüßte die Taufe von Albert als erstem königlichen Kind, welches seit 1688 katholisch getauft wurde. Albert wurde in einer katholischen Zeremonie in der Queen’s Chapel neben dem St James’s Palace in London getauft.
Lady Nicholas brachte am 8. September 2009 im Chelsea and Westminster Hospital das zweite Kind des Paares zur Welt, Leopold Ernest Augustus Guelph Windsor. Leopold wurde am 29. Mai 2010 von Angelo Cardinal Comastri in Petersdom im Vatikan getauft. Ein dritter Sohn, Louis Arthur Nicholas Felix Windsor, wurde am 27. Mai 2014 geboren.
Lord Nicholas und seine Söhne befinden sich immer noch in der Nachfolge für den Titel Duke of Kent, dessen Erbfolge durch den Act of Settlement 1701 nicht beeinträchtigt ist. Er und seine Söhne sind dritte, vierte, fünfte und sechste in der Erbfolge auf den Titel.

## Karriere
Windsor hat für die Organisation Refugee Council in London, den DePaul Trust für Obdachlose und in einer Schule für autistische Kinder gearbeitet.
Er war Visiting Fellow am Ethics and Public Policy Center in Washington DC und lebte mit seiner Frau dort im Jahr 2008 sechs Monate lang. In dieser Stelle forschte er zur Pro-Life-Bewegung in den Vereinigten Staaten.
Windsors Engagement in der Lebensrechtsbewegung umfasst eine Schirmherrschaft für den Right to Life Charitable Trust, einer Bildungseinrichtung, deren Ziel der vollständige Schutz des ungeborenen Kindes ist. Er schrieb für die amerikanische Zeitschrift First Things zum Thema Abtreibung einen Artikel, der vom Kongressabgeordneten Chris Smith in den Kongressbericht der Vereinigten Staaten aufgenommen wurde. Er hat im Telegraph und im Catholic Herald über das Thema Abtreibungen geschrieben. 2010 bezeichnete er Abtreibungen als gesellschaftliche Bedrohung, welche „schlimmer als Al-Qaida“ sei. 2011 wurde Windsor in die Päpstliche Akademie für das Leben aufgenommen. Er ist Mitunterzeichner der San José-Artikel, welche den „Schutz des ungeborenen Kindes“ fördern.
Am 14. Juli 2011 wurde er Ehrenvizepräsident des Personalordinariats Unserer Lieben Frau von Walsingham, einer Institution für zur katholischen Kirche übergetretene Anglikaner in Großbritannien.
Er ist Treuhänder der Catholic National Library UK und ist zusammen mit seiner Frau Paola der königliche Schirmherr des Christian Heritage Centre at Stonyhurst.
Seit 2007 ist Windsor ein Schirmherr der Organisation „Bromley Mind“, die sich für mentale Gesundheit und Hilfe bei Demenz engagiert. Als Schirmherr erklärte er öffentlich seine Unterstützung für ihre Arbeit und leistet von Zeit zu Zeit einen praktischen Beitrag, indem er Sonderveranstaltungen und Spendenaktionen unterstützt.